# Johannes Oporinus
Johannes Oporinus (nombre alemán original: Johannes Herbster o Herbst; Basilea, Suiza, 25 de enero de 1507 – 6 de julio de 1568) fue un impresor humanista suizo.

## Vida
Johannes Oporinus, hijo del pintor Hans Herbst, completó su formación académica entre Estrasburgo y su ciudad natal. Después de trabajar como profesor en el convento de las Monjas Cistercienses de San Urbano, regresó a Basilea, donde trabajó como prensista en la imprenta de Johann Froben, la más importante de Basilea a principios del siglo XVI. También enseñó en la Escuela de Latín de Basilea a partir de 1526. En 1537 Oporinus comenzó a enseñar griego en la Universidad de Basilea. En el año 1542 deja su puesto académico para dedicarse exclusivamente a su taller de impresión. Además, completó sus estudios médicos y fue temporalmente famulus de Paracelso.
Se casó con la viuda del editor Johan Hervagius el Joven (muerto en 1564).
Falleció abrumado por las deudas. Su colección de manuscritos y extensa correspondencia se conservan en la Biblioteca de la Universidad de Basilea.

## Publicaciones
Después de la versión en latín de Gesta Danorum en 1534, publicación titulada Saxonis grammatici Danorum historiae libri XVI, hacia 1542/43 hizo la  primera edición al latín del Corán editado por Theodor Bibliander (responsable del primer Corán publicado por una imprenta en todo el mundo), quien se basó en la traducción realizada por Robert de Ketton en España entre 1142 y 1143 por orden de Pedro el Venerable, el cual causó a Oporinus serias dificultades. El ayuntamiento de Basilea quiso impedir la publicación pero cedieron debido a la intervención de Martín Lutero y Felipe Melanchthon.
La publicación más importante de su taller fue el atlas anatómico De humani corporis fabrica, obra del anatomista Andrés Vesalio, en 1543. En octubre de 1546 publicó un libro sobre el homicidio del protestante español Juan Díaz, titulado Historia vera de morti sancti viri Ioannis Diazii Hispanics [...] de Claudium Senarclaeum impreso por su taller, el cual ha sido atribuido al humanista español Francisco de Enzinas.
Además, su taller publicó varios escritos polémicos sobre teología, clásicos y trabajos historiográficos. Su buen conocimiento de los lenguajes de la Antigüedad le ayudó en la calidad y consistencia de sus ediciones. Oporinus imprimió más tarde un trabajo sobre la historia de la Iglesia de Matthias Flacius Illyricus: Catalogus testium veritatis (1556) y también los primeros once volúmenes (1559–1567) de los trece de Centurias de Magdeburgo por Johann Wigand. En 1559 publicó por completo en editio princeps (edición príncipe) la Bibliotheca historica de Diodoro Sículo. 

## Marca de imprenta
La marca de imprenta de las ediciones de Oporinus, presente en la portada o colofón, muestra al ser mitológico Arión de Lesbos con su lira (con la variante de violín) encima de un delfín a mar abierto. La marca presenta variantes en sus publicaciones.